# Boy (samlingsalbum)
Boy är ett samlingsalbum från 1987 av Lena Philipsson.  Den innehåller bland annat hennes debutsingel "Boy", som tidigare endast getts ut under artistnamnet Lea.

## Låtlista
1. Åh Amadeus - 3.35
2. Vindarnas väg - 3.42
3. Sommartid - 3.38
4. När jag behöver dig som mest - 4.21
5. Kärleken är evig - 3.03
6. Segla - 3.55
7. Boy - 2.50
8. Oskuldens ögon - 4.30
9. Dansa i neon - 3.20
10. Jag känner (Ti Sento) - 4.01
11. Det går väl an - 3.54
12. Cheerio - 3.51

### Fotnoter
1. ↑  ”Svensk mediedatabas”. http://smdb.kb.se/catalog/id/001476639. Läst 10 maj 2011.